# Heinrich von dem Türlin
Heinrich von dem Türlin war ein mittelhochdeutscher Epiker der ersten Hälfte des 13. Jahrhunderts.

## Leben
Der Dichter ist wahrscheinlich bayerisch-österreichischer Herkunft. Die Namensform von den Türlin ist unter anderem belegt in Kärnten (St. Veit an der Glan) und Osttirol (Lienz), ob er jedoch dem kärntnerischen Bürgergeschlecht de Portula bzw. von dem Turlin aus St. Veit an der Glan angehörte, ist umstritten.

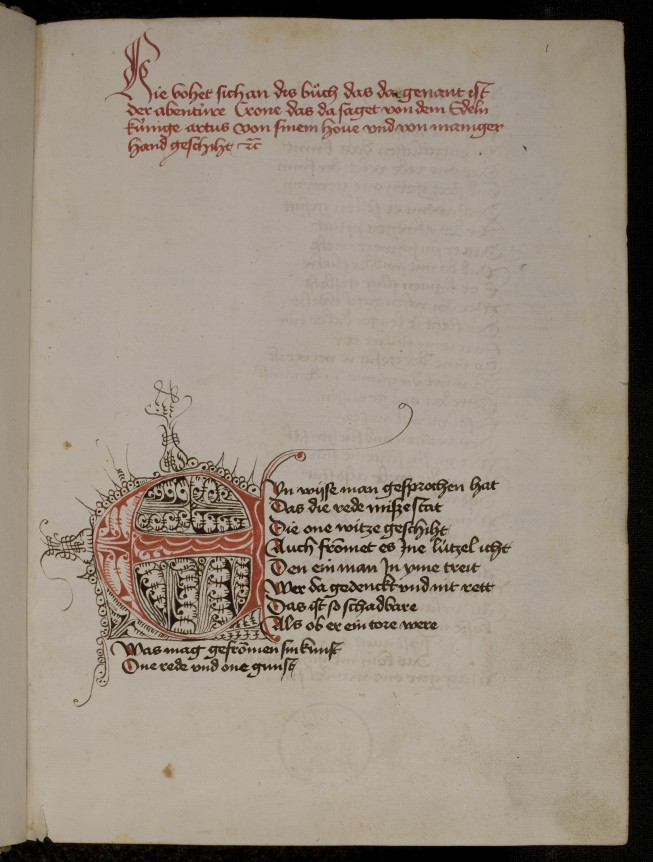
Heinrich von dem Türlin: Diu Crône. Heidelberg, UB, cpg 374, 1r.

## Diu Crône
Das Heinrich einzig sicher zuweisbare Werk ist der Artusroman Diu Crône (Die Krone). Der Text ist auf ca. 1230 zu datieren; zeitlich ordnet er sich damit nach dem Tod von Hartmann von Aue (ca. 1210/1220) ein und vor Rudolfs von Ems „Alexander“ (ca. 1240).
Überliefert ist der Text in einer vollständigen Handschrift und 6 Fragmenten, wovon eines verschollen ist. Eine vollständige Überlieferung bietet nur der Heidelberger cpg 374 mit rund 30.000 Reimpaarversen. In ihm ist auch der Name Heinrichs von dem Türlin in Form eines Akrostichons angegeben.
Eine Reihe Einzelhandlungen stehen nebeneinander: Sie erzählen Abenteuer der Ritter der Tafelrunde: Der erste Teil befasst sich demnach mit König Artus. Dieser rüstet sich zum Zweikampf, da ihm Königin Ginover von Gasoein streitig gemacht wird.
Gawein, welcher sich nicht im Gefolge des Königs befindet, sondern auf âventiure, bietet den Stoff für die folgenden Verse: Nachdem er sich aus der Minnegefangenschaft bei Königin Amurfina gelöst hat, befreit er Ginover, welche von Gasoein entführt wurde. Auch eine Reihe anderer Konflikte werden von ihm gelöst, so beispielsweise ein Erbstreit zwischen Amurfina und ihrer Schwester. Letztlich führt ihn sein Weg auch über den Palast der Frau Saelde auf die Insel der Jungfrauen, wo er mit ewiger Jugend gesegnet wird.
Der Text endet mit einem großen Fest, nachdem Gawein auch noch die Gralsgesellschaft befreit hat.
Diu Crône ist überliefert in den folgenden Handschriften und Fragmenten:
Köln, Universitäts- und Stadtbibl., Cod. 5 P 62
Heidelberg, Universitätsbibliothek, Cod. Pal. germ. 374
Wien, Österr. Nationalbibl., Cod. 2779
Berlin, Staatsbibl., mgf 923 Nr. 9
Schwäbisch Hall, Stadtbibl., ohne Sign. [verschollen]
Kiel, Universitätsbibl., Ms. K.B. 48l

## Der Mantel
Es ist umstritten, ob das Romanbruchstück Der Mantel ebenfalls von Heinrich von dem Türlin stammt. Der Mantel ist eine Bearbeitung der Sage vom Zaubermantel, der nur einer keuschen Frau passt. Der Text ist als Fragment einzig im Ambraser Heldenbuch erhalten, wo er den fehlenden Beginn von Hartmanns Erec-Roman 'ersetzt'.
Überliefert in: Wien, Österr. Nationalbibl., Cod. Ser. nova 2663 (Ambraser Heldenbuch), 28ra–30rb.

## Ausgaben
- Gottlob Heinrich Friedrich Scholl (Hrsg.): Heinrîch von dem Türlîn, „Diu Crone“. (= Bibliothek des literarischen Vereins in Stuttgart. Band 27). Stuttgart 1852; unveränderter Nachdruck Amsterdam 1966.
- Gudrun Felder (Hrsg.): Diu Crône. Kritische mittelhochdeutsche Leseausgabe mit Erläuterungen. Berlin 2012, ISBN 978-3-11-018627-7.
- Fritz Peter Knapp, nach Vorarbeiten von Alfred Ebenbauer (Hrsg.): Heinrich von dem Türlin/Die Krone. 2 Bände (= Altdeutsche Textbibliothek. Band 112 und 118). Tübingen 2000 und 2005, ISBN 3-484-20212-2 und 3-484-20218-1.
- Otto Warnatsch (Hrsg.): Der Mantel: Bruchstück eines Lanzeletromans des Heinrich von dem Türlin, nebst einer Abh. über die Sage vom Trinkhorn und Mantel und die Quelle der Krone (= Germanistische Abhandlungen. Band 2). Breslau 1883; Nachdruck Hildesheim 1977.
- Werner Schröder (Hrsg.): Das Ambraser Mantel-Fragment (= Sitzungsberichte der Wissenschaftlichen Gesellschaft der Johann Wolfgang Goethe-Universität Frankfurt am Main. Band 33, 5). Stuttgart 1995, ISBN 3-515-06836-8.